# جمال حسين علي
جمال حسين علي روائي وكاتب صحفي عراقي، ولد في العراق - مدينة البصرة. حصل على دكتوراه في الفيزياء والرياضيات من جامعة موسكو (1993).
له أربع روايات منشورة أحدثها أموات بغداد، كما أصدر ثلاث مجموعات قصصية وكتباً مؤلفة ومترجمة في الأدب والريبورتاج الصحفي والسياسة. عمل في العديد من الصحف العالمية والعربية. حصل على جوائز في القصة والمسرح والصحافة.

## النشاط الأدبي

### الأعمال المبكرة

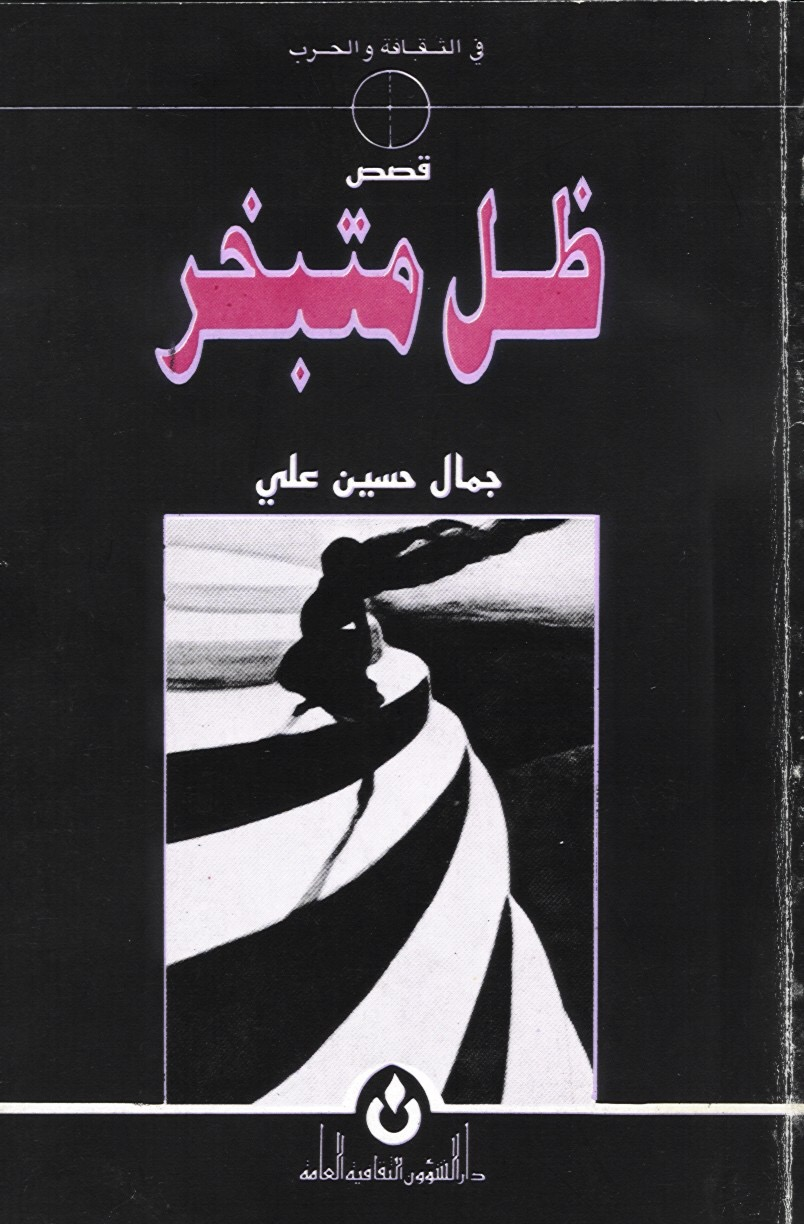

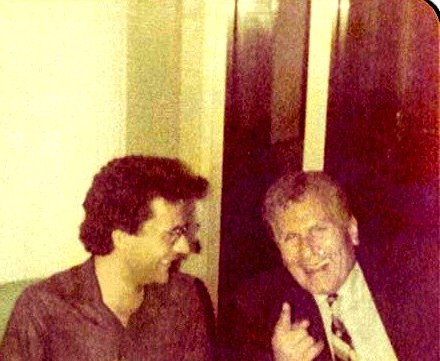
جمال حسين علي مع الأديب يوسف إدريس في بغداد - 1984

صدرت الرواية الأولى لجمال حسين علي صيف في الجنوب عام 1983، وأتبعها - في فترة الثمانينات- بنشر روايتين هما الفنارات و التوأم، وفي عام 2018 تم إعادة نشر الرويات الثلاث عن دار السلاسل في الكويت تحت عنوان الذاكرة العراقية (ثلاثية روائية). ولجمال حسين علي أيضا ثلاث مجموعات للقصص القصيرة هي: ظل متبخر و الضريح الحي و التويجات.

### أموات بغداد
في عام 2008 أصدر الكاتب رواية أموات بغداد التي تروي سيرة رجل يعود للعراق أثناء الحرب. إكتسب الرجل (حجب الروائي اسمه) معرفة عميقة بأنطولوجيا الموتى عبر صداقتهم في المشرحة خلال دراسته الطب في موسكو، إضافة إلى دراسة الفيزياء والرياضيات، ويتجلى ذلك بكثرة التنصيصات التي افتُتحت بها فصول الرواية وشُكّل منها الغطاء الشعري للغة الموتى المسطرة على صدورهم كلوح (ويجا) الأسطوري. واختار جمال حسين علي بناء إستراتيجاً يطوف حول مئات المدونات ويأخذ من نصوص الأولين والآخرين ما يدعم موضوعه عن «حقيقة الإنسان» في أرقى أشكالها وأعمق دلالاتها وأبعد إحتمالاتها. إذ يتطلب العمل المضني للإعتبار بشعرية الموت، وإجراء بحوث «خلق- تعديل جيني» لخصائص الفرد والجماعات العرقية، وتنبؤاً بمستقبلهما البيولوجي والإجتماعي، المرور بأراضي جلجامش والمعري ودانتي وعشرات المنصصين المعاصرين.

قدمت رواية أموات بغداد رؤية ملحمية لواقع ما بعد الغزو الأمريكي للعراق عبر مشرحة الطب العدلي في العاصمة، حيث يسعى بطل الرواية لتخليق (آدم) الجديد من جينات معدلة يستخلصها من جثث ضحايا الاحتلال والميليشيات والعصابات. ويُنظر لرواية أموات بغداد الصادرة في 2008 على أنها، السباقة عراقيا، لاقتباس فكرة «خلق» نموذج إنساني من أشلاء الضحايا. وأستثمر فيها الروائي كل معطيات العلوم الحديثة كالطب والتشريح والجينوم ليحيط بفاجعة الإحتلال في نص روائي عراقي إعتبر أحد أهم الروايات التي تناولت هذه المرحلة من تاريخ العراق.
استخدم جمال حسين علي في أموات بغداد الأسلوب الأدبي بصوره الخيالية وتعبيراته الفنية بصورة تكشف عشقا للأدب، ومن جانب آخر، وبسبب خلفيته الأكاديمية العلمية، إعتمد الأسلوب العلمي عند الضرورة فجمع في هذه الرواية بين العلوم والأدب عبر حبكة روائية مزجت بين الواقع والخيال والمعرفة العلمية والأدبية.

### الأدب الوثائقي

جمال حسين علي بغداد 2003

صدر لجمال حسين علي في الأدب الوثائقي اعتماد على عمله كمراسل حربي، مجموعة من الكتب هي: قمحة النار-نساء في ليالي الحروب ، افتتاح ثقب الإبرة عن تجربته في تغطية حرب أفغانستان، و نهوض الجحيم عن تجربته في تغطية حرب الشيشان، و مذبح الأزهار عن تجربته في تغطية حرب كردستان، و شبابيك الأئمة عن تجربته في تغطية حرب العراق، و عنفوان المجرة عن تجربته في الأهوار. صدر له في عام 2013 كتاب انكسار عباد الشمس: آلام مـراسـل حـربـي ، مـفـكـرة ، أفـغـانـسـتـان ، الـشـيـشـان ، كـردسـتـان ، الـعـراق عن مجمل تجربته في تغطية مناطق النزاعات والحروب.
في كتاب قمحة النار-نساء في ليالي الحروب يقدم جمال حسين علي عبر لغته الشعرية الذي عُرف بها تكثيفا مؤثرا لحال النساء الأفغانيات والشيشانيات والكرديات والعراقيات بشكل عام عارضا كل ما يحصل من فوضى في تلك المناطق، كمحاولة لإيجاز دروس للتاريخ وعدالته المفقودة. يسلط الكتاب الضوء على وضع النساء في البلدان التي وجدت نفسها في مواجهة حروب طويلة، أرهقت بنيتها الاجتماعية، مما أدى لحرب أخرى تعيشها النساء، في غياب الرجال أو رحيلهم النهائي. يحوى الكتاب شهادات حيّة ووقائع وأقوال التقطت من واقع المعاناة مباشرة، نقلها الكاتب بأسلوب يعبر عما تحمله قلوب هؤلاء النسوة من ألم بفعل القهر والبطش، مع تمسكه بثوابت التقرير الصحافي بعناصره الرئيسية.
يتضمن الكتاب الفصول الآتية: الأفغانية (كيف تقضي المرأة الأفغانية يومها؛ في البحث عن الجسد المفقود؛ رفع النقاب عن الجمال الأفغاني)؛ الشيشانية (الشيشانية الأخرى؛ الأرض المحروقة بالنساء)؛ الكردية (شجرة المرأة الكردستانية)؛ قمحة النار (عربة الرغبة؛ بارك الحب؛ حسناوات.. ولكن ضابطات)؛ العراقية (إعلان سافر لـ«منقبات» البرلمان العراقي؛ شارع البنات؛ بهجة الجميلات الصابرات؛ هروعها إلى العيد لفضّ الغيظ؛ الحب في بغداد؛ مباراة الجمال بين العراق وإيران؛ قيثارات حرب؛ سائقات في طرق الموت والفوضى؛ زمان المعيديات).

### السونيتات- النصوص
صدرت مجموعة كتب لجمال حسين علي تعتمد نصوصا قصيرة هم عراق مجانا ، كتاب الحب، ما التقطه الطير من العاصفة - نصوص في فن الحياة -الجزء الأول، لا تذم الشوك.. امتدح الوردة - نصوص في فن الحياة – الجزء الثاني، فالق الآلام، سونار الرجل والمرأة، كتاب الناس والعالم كما نشر كتاب بريد العظماء – نصوص عالمية الذي جمع فيه مختارات من الأقوال والعبارات من نصوص عالمية لأشهر الكتاب والروائيين والقصصين في العالم.
في عراق مجانا يروي الكاتب الحالة العراقية المأساوية بفعل الحرب والحصار والفساد السياسي عبر جمل كثيفة في مقاطع قصيرة. وتحمل النصوص حسرة جارحة على ما آلت إليه الأمور في بلد الكاتب في العقود الأخيرة.
يقدم جمال حسين علي في CV CUPIDO ـ كتاب الحب سيرة للحب عبر نصوص يغلب عليها المقاطع القصيرة، وإن كان الكتاب يحوي في مقدمته نصا شعريا طويلا، إضافة لبعض المقالات ذات الطابع القصير. كما ويضم الكتاب اقتباسات لأدباء وفنانيين ومفكرين، تخيرها وترجمها الكاتب. يتطرق الكتاب إلى أسئلة من قبيل لماذا أصبح الحب الحقيقي نادراً؟!، ويستعرض مواضيع من قبل الوداع والغيرة والحيرة والخوف من الحب وغيرها من خلال مزيج أدبي متنوع الأساليب.
يستعيد الكاتب في بريد العظماء تقليدا تراثيا عربيا في الجمع والإعداد والاختيار للطائف، ويقول عنها «إنها ليست مقتطفات، ولا هي اقتباسات، إنها نتاج انصهار تام وهارمونيا تلقفتها من أولئك الذين جعلوا حياتنا أفضل وأجمل». ولا يشتمل الكتاب على فهرس أو فصول مرتبة، حيث أن الكتاب هو استعراض متصل دون فواصل لهذه المختارات المقتبسة، ربما ليترك للقارئ مواجهة ومعاينة نصوصه مباشرة.

## العمل الصحفي

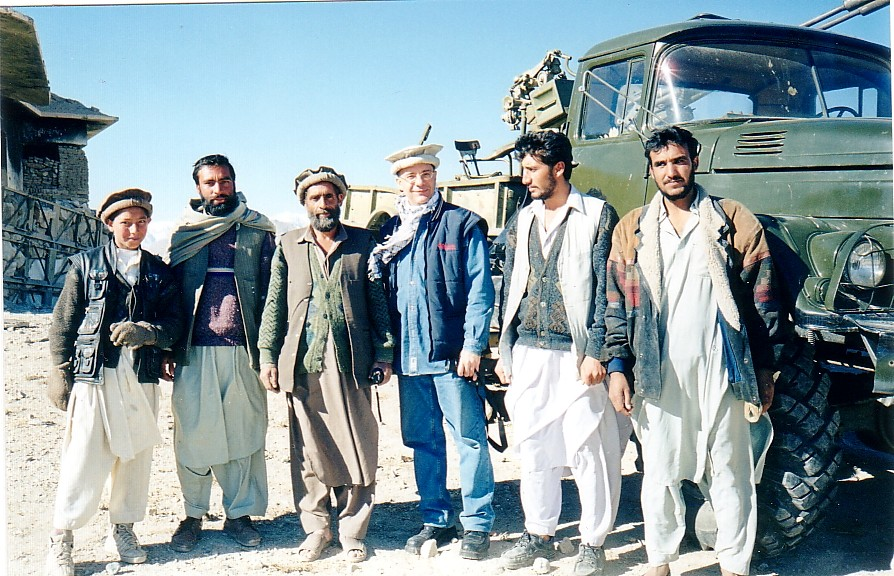
-جمال حسين علي في كابول - أفغانستان 2001

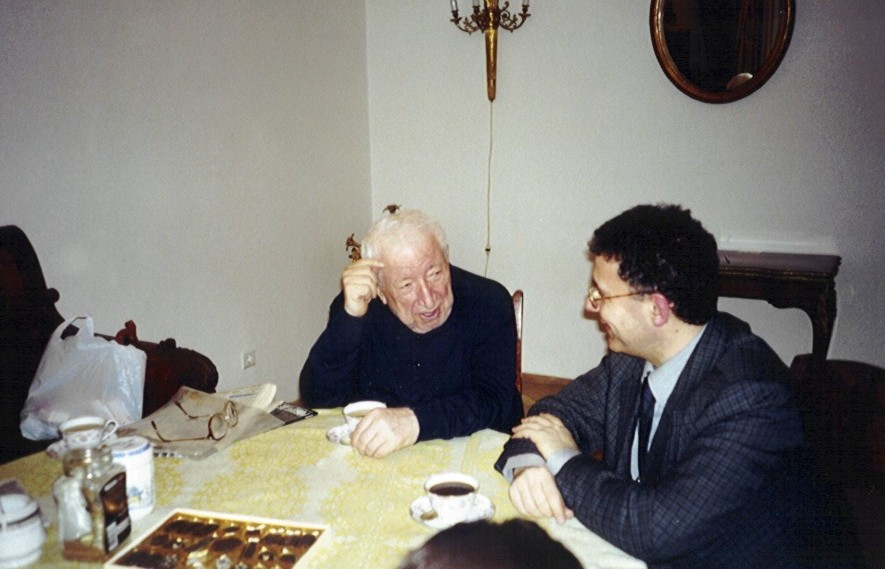
جمال حسين علي مع الشاعر رسول حمزاتوف في موسكو - 2000

يعمل جمال حسين علي حاليا في صحيفة القبس الكويتية. وقد عمل قبلها في مؤسسات إعلامية عربية ودولية منها موسكو تايمز، جريدة البيان الإماراتية، ونشرت ريبورتاجاته الحربية في جريدة الخليج الإماراتية والزمان اللندية وبعض الصحف الروسية، كما عمل محللا للشؤون الروسية في قناة الجزيرة الإخبارية، ومحللا للشؤون العراقية في قناة أوربيت.
يعزو جمال حسين علي اهتمامه المبكر بالصحافة، على الرغم من دراسته للفيزياء، إلى قربها من الأدب. ويشير إلى أن امتزاج الأدبي بالعلمي شكل الصورة العامة لمسيرته الصحافية التي اشتهر فيها بالدرجة الأولى كمراسل حربي.
قام جمال حسين علي بتغطية الحرب العراقية الإيرانية، حروب الجمهوريات السوفيتية فيما بينها، والحروب في الشيشان وأفغانستان والبوسنة وكردستان ودارفور والعراق ولبنان. إضافة لمئات التحقيقات الصحفية المنشورة، نشر سلسلة من كتب الأدب الوثائقي المتعلقة بمناطق النزاعات التي جال فيها. يعتبر جمال حسين علي مراسل الحرب جهاز إنذار مبكر للإعلان عن الكوارث التي تسويها وكالات الدعاية وتضيعها دخان الحروب البعيدة بمزيد من التقارير المخزية. ويقول أنه لا ينبغي الكتابة عن المدن، خصوصا لا سيما الساخنة منها بناء على ولعنا بها أو احتقارنا لها، بل فيما يستحق منها أن يقدم إلى الزمن وذكريات المستقبل وعبرة الأجيال. ينظر جمال حسين علي للصورة كقيمة مهنية ووثائقية كبيرة ضمن الريبورتاج الصحفي، وذلك في ظنه لأنها تتحدى وتتجاوز النص المكتوب، وتضمن تقديم الموضوع والدخول فيه من أوسع أبوابه، وتوسع أفق القارئ وتأخذ بيده إلى ناصية الموضوع.
له مقالات وبحوث متعددة تعنى بالشؤون السياسية العراقية والروسية والإيرانية. كما أجرى العديد من الحوارات الصحفية المطولة مع سياسيين عراقيين كجلال الطالباني ومسعود البرزاني.
نشر العديد من المقالات ودراسات في السينما والأدب والعلوم والتكنولوجيا، فعلى سبيل المثال نشر في عام 2011 سلسلة مقالات بحثية تناول فيها الثقافة بعد انهيار الأنظمة الشمولية في رومانيا وبولندا والتشيك وروسيا.

## العمل الأكاديمي
عمل جمال حسين علي محاضرا في الفيزياء في جامعة البصرة قبل التحاقه بجامعة موسكو لدراسة الماجستير والدكتوراه في الفيزياء النووية، وفور تخرجه، استمر أستاذ للفيزياء في نفس الجامعة حتى عام 2003.

## الجوائز

### جائزة صحفى العام - 2014
نال جمال حسين علي جائزة صحفى العام في حقوق الإنسان من الأكاديمية العربية لحقوق الإنسان في المملكة المتحدة سنة 2014، وتسعى هذه الجائزة إلى تكريم الأعمال التي يقوم بها مراسلون وإعلاميون وكتّاب، لتكرّيس حرية التعبير، والدفاع عن حقوق الإنسان بغرض التعريف بجهودههم في الاعلام العالمي والمحلي.
جاء في حيثيات قرار لجنة التحكيم منح الجائزة لجمال حسين علي أنه يمتلك قدرة استثنائية وشجاعة مكّنتهُ من توثيق لحظة الإيذاء والصدمة والدمار والفقد غير آبه بتعريض حياته للخطر، ويستطيع من خلال كتاباته أن ينقل مشاعر الخوف إلى المتلقى ويبعث فيه مشاعر الأمل في الوقت ذاته. ونوّهت لجنة التحكيم بشكل خاص بكتابيه قمحة النار وانكسار عبّاد الشمس ، حيث أشارت إلى أنّ كتاب قمحة النار- نساء في ليالى الحروب ، هو عمل استكشافى ودراسة لأحوال النساء في ظل الحرب، يغطى الأحداث المروّعة التي وقعت في الشيشان وأفغانستان وكردستان والعراق، ويوثق كيف تمكنت النساء من رعاية أسرها وحمايتهم في ظل الحرب. كما يوثق روح الشجاعة والمبادرة والصمود ويرسم صورة للقوة في مواجهة المحن". أما كتاب انكسار عباد الشمس- آلام مراسل حربى ، فقد وصفته اللجنة بأنه: "عملٌ توثيقى واسع مليء بالمشاعر، ويوميات من الألم والدمار لمراسل حربى يعيشها كل يوم. يوثق هذا الكتاب الدمار الذي خلّفته الحرب على البيئة والعقل في آنٍ معا".

### جائزة الصحافة العربية - 2005

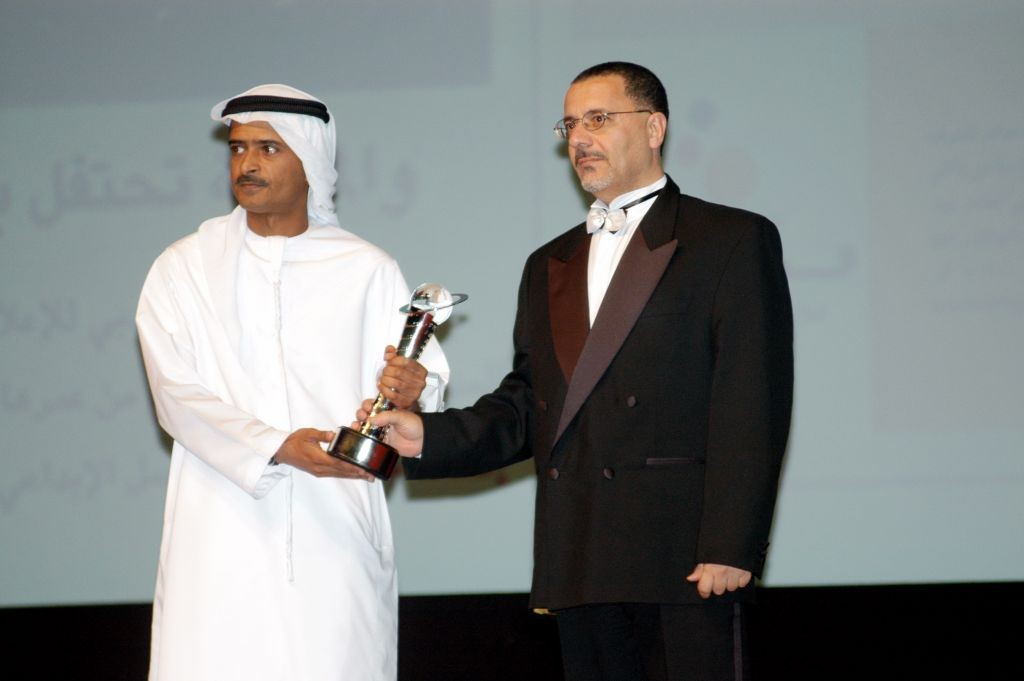
جمال حسين علي يستلم جائزة الصحافة العربية - دبي - 2005

نال جمال حسين علي جائزة الصحافة العربية في دورتها الرابعة عن فئة التحقيقات الصحافية. وقد
أنشئت هذه الجائزة في عام 1999 بهدف المساهمة في تطور الصحافة العربية، والمساهمة في تعزيز مسيرتها من خلال تكريم المتفوقين والمتميزين من الصحافيين العرب.
جمال حسين علي هو أول صحفي عراقي ينال الجائزة عن مجمل عشر تحقيقات صحفية نُشرت في جريدة القبس عن مدينة النجف في العراق بعنوان (النجف في قبضة النار)، ووصفت لجنة التحكيم التحقيق«بأنه عمل ميداني مباشر لكاتبه، فيه معلومات جديدة عن قضية ملتهبة في حينها، وفيه تدخل شخصي من المحاور وتفسير للمعلومات وسعي لكشف خلفياتها، وكلها شروط ضرورية للتحقيق الصحفي».

### الجوائز الأدبية
نال العديد من الجوائز في الرواية والقصة والمسرح ابتداء من عام 1983 بفوز روايته صيف في الجنوب بجائزة تقديرية وكذلك روايتيه اللاحقتين الفنارات و التوأم مع عدد من قصصه القصيرة.

## مقتطفات من أعماله
«وكما لو شطر نفسه إلى قسمين: الأول مكرس للارتقاء بالأحباء والثاني لقطع تذاكر الموتى، وجد أن كل الحيل التي قومها علميا وتطبيقيا لن تجلب له غير نصف تذكرة ونصف نسيم ونصف خيط لغابات الآمال التي عقدها لمواجهة الجموح القاسي للموت الذي تبني مسكنه في هذه البقعة من الزمان والمكان.»
«هو العارف بهم ولن يدعهم يعيشون على موت الآخر، مصالحة مع الإرادة تسيل من كفيه، لا ليحضن الزنابق التي صارت، بل التي ستصير»
'أموات بغداد'
«ستبقى حكايات النساء في محن الحروب الأكثر إفراطا بثقل الحقيقة كتمهل فراشات عند حقول تحترق، اللواتي لا يملكن إلا جلودهن وحيرة الأطفال وقفار الشوارع الملتهبة. ولا ندري لماذا بعد كل حرب نعيشها ونكتب عنها، تبقى صورة واحدة خالدة تقتنص الذاكرة، لا بد في كل مرة أن تكون لامرأة، تبعثر الأبجدية وتلقن الدرس الصحيح»
«وان كنا في جوار الشيشانيات والأفغانيات عابري سبيل فقط، فما الاغنية التي يمكن تردادها مع كرديات العراق.. نوافذ نصف قرن من الحروب والمعارك وقناطر التعب وأسقف المأوى للثوار والمطاردين، مع الزوج الذي لا يقضي في كنف زوجته غير نصف ليلة وربع قبلة، ليبقى خدها ناشفاً بانتظار إطلالته أو نعشه»
قمحة النار-نساء في ليالي الحروب
"ولا ينبغي الكتابة عن المدن، لا سيما الساخنة منها، بناء على ولعنا بها أو احتقارنا لها، بل فيما يستحق منها تقديمه إلى الزمن وذكريات المستقبل وعبرة الأجيال.
إن مراسل الحرب جهاز إنذار مبكر للإعلان عن المذابح والفضائح التي تسويها وكالات التنميق والدعاية وتضيعها دخان الحروب البعيدة بمزيد من التقارير المخزية"
انكسار عبّاد الشمس: آلام مراسل حربي:مفكرة أفغانستان، الشيشان، كردستان، العراق.'
"حيلة واحدة جعلتك تقاوم

أن ما تراه في البلاد

وهمي

وأن ما تحمله في ذاكرتك

هو الحقيقي".

"حين تطول الحرب

كثيراً...

كثيراً...

من السنوات

يكون السؤال عمّن بدأها

سخيفاً."
 
"أسوأ ما في الحروب

حين تنتهي، وتبدأ النساء

بإحصاء ما تبقى من الرجال".
'عراق مجانا'

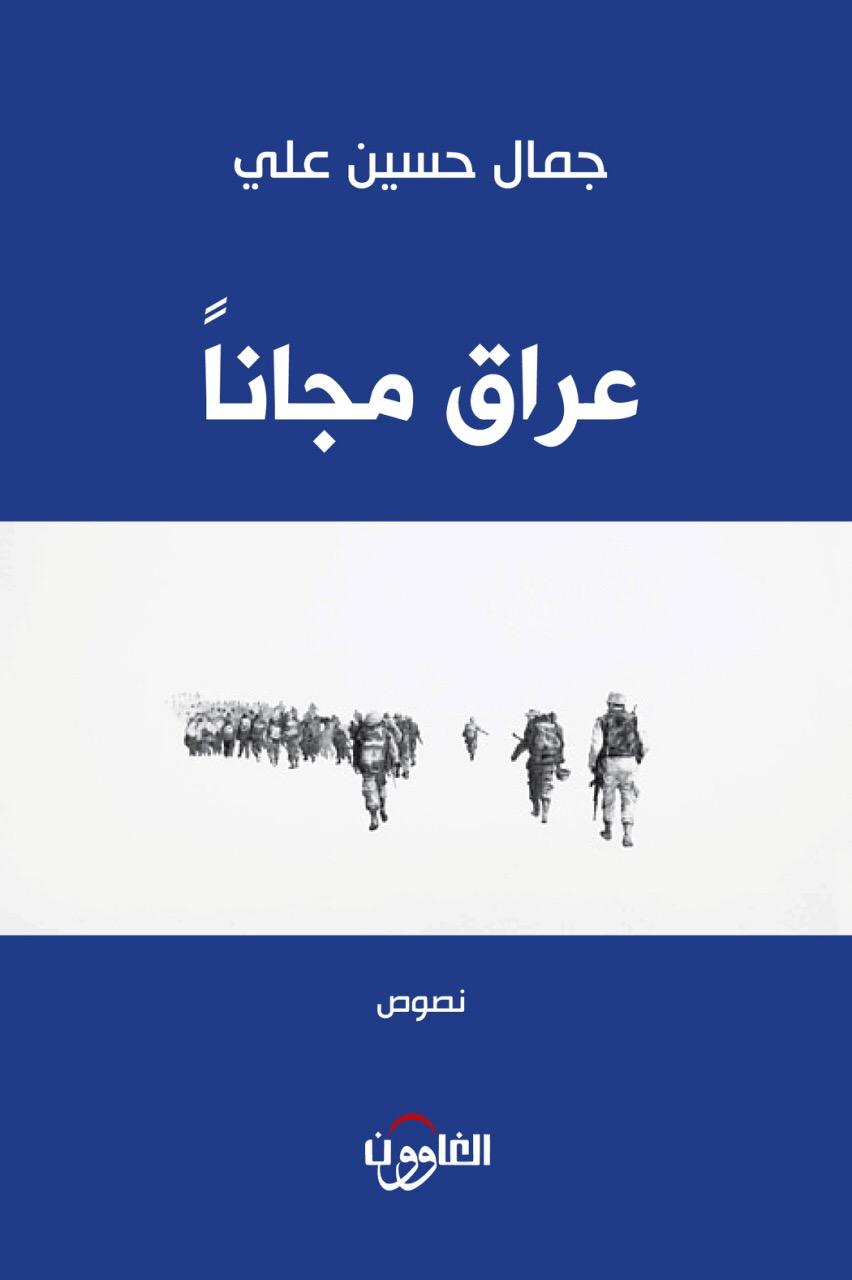

«أنا العشاق أجمعين .. ترقبهم وحيرتهم واشتعالهم وضجيجهم ومقامهم ورواقهم وحبورهم وأتراحهم وخطاهم ورمادهم وصداعهم وسنابلهم وتعجلهم وأزرارهم وحدسهم وجلاؤهم وظلالهم وممحاتهم وأيامهم وأحلامهم وغدرانهم وذكراهم وغناؤهم ولمعانهم واندحارهم وبهاؤهم وزهدهم. أنا أبهى أثواب الحب وأجمل مزاميره وأرق ألقه وأعنف رعده وأشرف بواكيره وأشهى أجنحته وأعمق أقاويله وأنقى نيرانه وأقفر فجوره وأوضح أفكاره وأقصى انتعاشه وأوطأ منحدراته وأرفع منابعه وأغشى أمانيه وأجرأ نبوءاته وأخصب بذوره وألمع تيجانه وأطول مدائحه وأضجّ خطواته وأنحل صلبانه وأشفّ أيامه وأذكى جنونه.»
'CV CUPIDO ـ كتاب الحب'
«إن هذا الكتاب هو شريط الحياة الذي سيمر به الجميع .. لقد تعقبنا هذا الشريط عبر تجاربنا الخاصة، والإبحار بين كتب ومخطوطات الحكماء والفلاسفة، الأدباء والفنانين، العلماء والحكام والمحكومين، واستدرجنا أهم ما قالوا وقيل.»
«لماذا لم أفعل هذا وذاك! .. لماذا أخطأت، فيما كانت الأمور واضحة أمامي .. لذلك تكمن أهمية الكتاب في مساعدته على» تدارك«العديد من إشكاليات الحياة المعقدة، وحتى المسلمات منها، ناهيك عن مزالق أحكامنا المسبقة، التي قد نجد أنفسنا ملزمين في تصديقها والإيمان بها، بينما يكمن فيها الداء والدواء.»
"حب النفس أيضًا

سيجبرك على تجنب الأخطاء وتفادي الخبائث

سيصبح واجبًا عليك الدفاع عنها

لأنك ستحترمها

وهذا نوع من

الحياء!"
"من مشتقات الصبر!

أن تكون في الوحل

وتعمل الشيء الصحيح بكامل الأناقة".
'ما التقطه الطير من العاصفة - نصوص في فن الحياة - الجزء الأول'
"الحياة مدهشة!

هي عندما:

كل خطوة تقوم بها

تلبية للحرية

والجمال"
"الشخص الذي يحطم السلاسل

داخل روحه

هو الوحيد الذي سيستمع إلى 

النغمة الحقيقية الحرة للعالم"
"التكيف-بنيت عليه كل علوم الإنسان

قاعدته تبدو بسيطة لكنها بالغة الصعوبة

في الصحراء كن رملًا

في الجبال-صخرة

في البحر-موجة

في غابة .. كن لُغزها!".

'لا تذم الشوك .. امتدح الوردة - نصوص في فن الحياة - الجزء الثاني'
"الضالعون في الحزن

يجرون «تسوية ودية» مع آلامهم

يصيرون «حرقة القلب» سحابة تظلل رؤوسهم

أما مرارة كبدهم فتستوي جمرة لإنارة مسراهم".
"لا شيء سيتغير في حياتك

فجروحها هناك

عند أحن شريان وأرق وريد

عند ألطف عصب وأطيب فؤاد

لاشيء سيختفي من جراحك

فجميعها مصانة."
"لقد كان من طراز الرجال

الذين يستحون من دموعهم

لذلك 

أحرج روحه

بالوحشة!"
"لا أخبر الله أن لدي آلام

بل
أخبر الآلام أن لدي الله".

'فالق الآلام'
"سبب الخلاف المدوي والمرير على مر

العصور بين الرجل والمرأة

أبسط ما يكون وأعقد مما نتخيل:

الرجل يريدها - امرأة

والمرأة تريده - رجلًا"
"لو تربّي ابنتك على نطق: لا

وتربّي ابنك على أحترام ذلك

...

سنتخلى عن نصف قانون العقوبات

ونستغني عن ربع الدستور
 
ونغلق ثلاثة أرباع المحاكم.."
"الاختلاف ما بين الرجل والمرأة
 
في «جوهره»
 
اختراع:
 
الفلسفة .. الأدب .. رجال الدين
 
ومن بعدهم علم النفس
 
ليجدوا من يلقوا اللوم عليه
 
إن لزم الأمر!"
'سونار الرجل والمرأة'

## قائمة الإصدارات

### المؤلفات
- حبة بغداد (أدب - دار المدى - العراق/بيروت 2021)
- رسائل أمارجي (أدب ورسائل - دار المدى - العراق/بيروت 2019)
- الذاكرة العراقية (ثلاثية روائية - دار السلاسل – الكويت 2018).
- كتاب الناس والعالم (نصوص – دار الرافدين – بيروت 2018).
- سونار الرجل والمرأة (نصوص - دريم بوك – الكويت 2017).
- فالق الآلام (نصوص ـ دار المعقدين ـ العراق/بيروت 2017).
- لا تذم الشوك .. امتدح الوردة - نصوص في فن الحياة - الجزء الثاني (نصوص ـ دار سما ـ الكويت 2016).
- ما التقطه الطير من العاصفة - نصوص في فن الحياة - الجزء الأول (نصوص ـ دار سما ـ الكويت 2016).
- CV CUPIDO ـ كتاب الحب (نصوص ـ دار نوفا بلس ـ الكويت 2016).
- بريد العظماء (نصوص عالمية ـ دار الآن ـ الأردن 2015)
- انكسار عبّاد الشمس آلام مراسل حربي: مفكرة أفغانستان، الشيشان، كردستان، العراق (وثائقي ـ دار الغاوون ـ لبنان 2013)
- عراق مجانا (نصوص ـ دار الغاوون ـ لبنان 2012)
- قمحة النار-نساء في ليالي الحروب (أدب وثائقي ـ دار رياض الريس - لبنان 2009)
- أموات بغداد (رواية ـ الطبعة الأولى: الفارابي ـ لبنان 2008/الطبعة الثانية: دار الكتبي ـ مصر 2015)
- حقيقة أسلحة الدمار الشامل الإيرانية (سياسة - دار الكندي – الأردن 2006)
- التويجات (قصص قصيرة ـ المؤسسة الجامعية للدراسات والنشر ـ لبنان 1988)
- الضريح الحيّ (قصص قصيرة ـ وزارة الثقافة والإعلام ـ العراق 1988)
- ظل متبخّر (قصص قصيرة ـ وزارة الثقافة والإعلام ـ العراق 1987)
- التوأم (رواية ـ وزارة الثقافة والإعلام ـ العراق 1985)
- الفنارات (رواية ـ وزارة الثقافة والإعلام ـ العراق 1985)
- صيف في الجنوب (رواية ـ وزارة الثقافة والإعلام ـ العراق 1983)

### الكتب المترجمة
- الكرملين وأزمة الكويت - الكسندر بيلونوغوف (دار القبس - الكويت 2011)
- الصحوة الإسلامية في روسيا المعاصرة - ألكسي ملاشينكو (دار القبس - الكويت 1999)
- القادة السبعة - ديمتري فولكاغونوف (دار البيان -الإمارات 1996)

## وصلات خارجية
- الموقع الشخصي لجمال حسين علي
- موقع جمال حسين علي على جودريدز Goodreads
- موقع جمال حسين علي على تويتر Twitter

## للاستزادة
- شهادة: صخرة جمال حسين ..! - حسين عبد الزهرة مجيد
- مكاتيب عراقية- لذة النشر الأول - علي السوداني